# Čepelica
Čepelica (cyr. Чепелица) – wieś w Bośni i Hercegowinie, w Republice Serbskiej, w gminie Bileća. W 2013 roku liczyła 19 mieszkańców.